# 4-HO-McPeT
4-HO-McPeT（4-羟基-N-甲基-N-环戊基色胺）是一种色胺衍生物，化学式为C16H22N2O，具有血清素的作用。